# TextEdit
TextEdit — стандартний текстовий редактор у Mac OS X. Підтримує всі можливості текстової підсистеми Mac OS X, а саме, шрифти, списки, тіні, перевірку правопису та ін.
Програмні коди TextEdit доступні для перегляду і входять як приклад програм у Apple Developer Tools.